# مسابقات باشگاهی کارائیب ۲۰۲۰
مسابقات باشگاهی کارائیب ۲۰۲۰ قرار بود سومین دوره مسابقات باشگاهی کارائیب باشد، رقابت‌های سالانه بین‌المللی فوتبال باشگاهی در منطقه کارائیب، بین باشگاه‌هایی که اتحادیه‌های فوتبال آن‌ها وابسته به اتحادیه فوتبال کارائیب (سی‌اف‌یو)، یک کنفدراسیون فرعی کونکاکاف، برگزار می‌شود.
این مسابقات در ابتدا قرار بود بین ۳ تا ۱۲ آوریل ۲۰۲۰ در کوراسائو برگزار شود. در ۱۳ مارس ۲۰۲۰، کونکاکاف تمام مسابقات آتی را که قرار بود طی ۳۰ روز آینده برگزار شود، به دلیل دنیاگیری کووید-۱۹ به حالت تعلیق درآورد و تاریخ‌های جدید مسابقات بعداً تأیید می‌شود. در ۷ اوت ۲۰۲۰، آنها یک بروزرسانی در مورد مسابقات ارائه کردند، جایی که آنها تصمیم نهایی را تا پایان ماه اوت خواهند گرفت تا تعیین کنند که آیا می‌توان آن را در اواسط سپتامبر بازی کرد. در ۲۵ اوت ۲۰۲۰، کونکاکاف اعلام کرد که به دلیل غیرممکن بودن سازماندهی مسابقات در سپتامبر به منظور فراهم کردن شرایط برای لیگ کونکاکاف ۲۰۲۰ که در اکتبر آغاز می‌شود، مسابقات لغو شد.
قهرمان مسابقات باشگاهی کارائیب، تا زمانی که معیارهای مجوز باشگاه منطقه‌ای کونکاکاف را برآورده کنند، با تیم چهارم جام باشگاه‌های کارائیب ۲۰۲۰ در یک مسابقه پلی آف بازی خواهند کرد تا سهمیه نهایی کارائیب در لیگ کونکاکاف ۲۰۲۰ مشخص شود.

## تیم‌ها
در میان ۳۱ انجمن عضو سی‌اف‌یو، ۲۷ مورد از آنها به عنوان لیگ‌های غیرحرفه‌ای طبقه بندی شدند و هر کدام ممکن است یک تیم را وارد مسابقات باشگاهی کارائیب کنند. در مجموع ۱۵ تیم (از ۱۵ انجمن) وارد مسابقات باشگاهی کارائیب ۲۰۲۰ شدند.
| انجمن                  | تیم                  |
| ---------------------- | -------------------- |
| آنتیگوا و باربودا      | لیبرتا               |
| آروبا                  | راسینگ آروبا         |
| باربادوس               | نیروی دفاعی باربادوس |
| بونیر                  | رئال رینکون          |
| جزایر ویرجین بریتانیا  | وان لاو یونایتد      |
| جزایر کیمن             | اسکولارز اینترنشنال  |
| کوبا                   | سانتیاگو د کوبا      |
| کوراسائو (میزبان)      | وستا                 |
| دومینیکا               | ساوت ایست            |
| گوادلوپ                | آمیکال               |
| مارتینیک               | فرانسیسکین           |
| پورتوریکو              | متروپولیتان          |
| سنت لوسیا              | پلاتینوم             |
| سنت وینسنت و گرنادین‌ها | بسکو پاستورز         |
| سورینام                | اینتر موئنگوتاپو     |

## مرحله گروهی

### گروه A
| رتبه | تیم                  | بازی | برد | مساوی | باخت | گل زده | گل خورده | گل تفاضل | امتیاز | صلاحیت     |
| ---- | -------------------- | ---- | --- | ----- | ---- | ------ | -------- | -------- | ------ | ---------- |
| ۱    | وستا (H)             | ۰    | ۰   | ۰     | ۰    | ۰      | ۰        | ۰        | ۰      | مرحله حذفی |
| ۲    | نیروی دفاعی باربادوس | ۰    | ۰   | ۰     | ۰    | ۰      | ۰        | ۰        | ۰      |            |
| ۳    | فرانسیسکین           | ۰    | ۰   | ۰     | ۰    | ۰      | ۰        | ۰        | ۰      |            |
| ۴    | ساوت ایست            | ۰    | ۰   | ۰     | ۰    | ۰      | ۰        | ۰        | ۰      |            |

### گروه B
| رتبه | تیم                 | بازی | برد | مساوی | باخت | گل زده | گل خورده | گل تفاضل | امتیاز | صلاحیت     |
| ---- | ------------------- | ---- | --- | ----- | ---- | ------ | -------- | -------- | ------ | ---------- |
| ۱    | اینتر موئنگوتاپو    | ۰    | ۰   | ۰     | ۰    | ۰      | ۰        | ۰        | ۰      | مرحله حذفی |
| ۲    | متروپولیتان         | ۰    | ۰   | ۰     | ۰    | ۰      | ۰        | ۰        | ۰      |            |
| ۳    | سانتیاگو د کوبا     | ۰    | ۰   | ۰     | ۰    | ۰      | ۰        | ۰        | ۰      |            |
| ۴    | اسکولارز اینترنشنال | ۰    | ۰   | ۰     | ۰    | ۰      | ۰        | ۰        | ۰      |            |

### گروه C
| رتبه | تیم                | بازی | برد | مساوی | باخت | گل زده | گل خورده | گل تفاضل | امتیاز | صلاحیت     |
| ---- | ------------------ | ---- | --- | ----- | ---- | ------ | -------- | -------- | ------ | ---------- |
| ۱    | وان لاو یونایتد    | ۰    | ۰   | ۰     | ۰    | ۰      | ۰        | ۰        | ۰      | مرحله حذفی |
| ۲    | لیبرتا             | ۰    | ۰   | ۰     | ۰    | ۰      | ۰        | ۰        | ۰      |            |
| ۳    | راسینگ آروبا       | ۰    | ۰   | ۰     | ۰    | ۰      | ۰        | ۰        | ۰      |            |
| ۴    | آمیکال ماری گالانت | ۰    | ۰   | ۰     | ۰    | ۰      | ۰        | ۰        | ۰      |            |

### گروه D
| رتبه | تیم          | بازی | برد | مساوی | باخت | گل زده | گل خورده | گل تفاضل | امتیاز | صلاحیت     |
| ---- | ------------ | ---- | --- | ----- | ---- | ------ | -------- | -------- | ------ | ---------- |
| ۱    | بسکو پاستورز | ۰    | ۰   | ۰     | ۰    | ۰      | ۰        | ۰        | ۰      | مرحله حذفی |
| ۲    | رئال رینکون  | ۰    | ۰   | ۰     | ۰    | ۰      | ۰        | ۰        | ۰      |            |
| ۳    | پلاتینوم     | ۰    | ۰   | ۰     | ۰    | ۰      | ۰        | ۰        | ۰      |            |